# Gary Ilman
Gary Ilman   (Glendale, 13 d'agost de 1943 - 16 d'agost de 2014) és un nedador estatunidenc, ja retirat, especialista en estil lliure, que va competir durant la dècada de 1960.
El 1964 va prendre part en els Jocs Olímpics d'Estiu de Tòquio, on va disputar tres proves del programa de natació. Guanyà la medalla d'or en els 4x100 metres lliures, formant equip amb Stephen Clark, Michael Austin i Don Schollander, i en els 4x200 metres lliures, fent equip amb Clark, Schollander i Roy Saari. En ambdues proves l'equip estatunidenc aconseguí batre el rècord del món de la distància. En els 100 metres lliures fou quart.
En el seu palmarès també destaquen una medalla d'or als Jocs Panamericans de 1963 i dues d'or i una de bronze a les Universíades de 1964. El 1965 guanyà els campionat nacional de l'AAU dels 100 metres lliures. Una vegada retirat, i fins a 1981, va exercir d'entrenador.